# Lorez Alexandria
Lorez Alexandria  (eigentlich Dolorez Alexandria Nelson, geborene Turner; * 14. August 1929 in Chicago, Illinois; † 22. Mai 2001 in Los Angeles) war eine US-amerikanische Gospel- und Jazzsängerin.

## Leben und Wirken
Lorez Alexandria begann ihre Karriere in den 1940er Jahren, als sie in ihrer Jugendzeit als Sängerin in Kirchen auftrat; dann war sie elf Jahre Mitglied eines A-cappella-Chores. Sie wandte sich später dem Jazz zu, arbeitete in den Clubs von Chicago und nahm von 1957 bis 1959 vier Alben für King Records auf, u. a. begleitet von Mitgliedern des Count Basie Orchestra  und Howard McGhee. 1958 trat sie mit Ramsey Lewis auf; Anfang der 1960er Jahre entstanden Alben für Cadet und Argo, u. a. mit Jimmy Garrison. Dann zog sie 1962 nach Los Angeles, um dort ihre Karriere fortzusetzen.
Bekannt wurde sie in den 1960er Jahren vor allem durch ihr Album Lorez Alexandria the Great, bei dem sie bei einigen Stücken von Wynton Kelly Trio begleitet wurde und das 1964 bei Impulse! Records erschien. Bob Thiele brachte zwar 1965 noch weitere bei den Sessions entstandene Titel auf den Markt; der von Blues, Gospel und Swing beeinflusste Stil der Sängerin passte aber nicht in die Neuausrichtung von Impulse! als Avantgardelabel. Dennoch waren ihre beiden Alben für Impulse! das Sprungbrett für eine nationale Bekanntheit, die jedoch Ende der 1960er Jahre merklich nachließ.
Zwischen 1965 und 1976 entstanden nur wenige Aufnahmen für Paul Gaytens kleines Pzazz-Label; danach veröffentlichte Lorez Alexandria noch einige Alben für die Label Trend, Muse und Discovery Records, wie ihre Songbook-Reihe mit Liedern von Johnny Mercer (Harlem Butterfly); dabei arbeitete sie u. a. mit Gordon Brisker, Ray Drummond, Sammy Figuera, Stan Hope, Gildo Mahones, Houston Person, Andy Simpkins und dem Mike Wofford Quartett; sie trat aber nur noch selten auf. Mitte der 1990er Jahre setzte sie sich zur Ruhe; kurz danach erlitt sie einen Schlaganfall.
Nach Meinung von Ashley Kahn hatte Alexandria hatte einen luftigen und makellosen Sinn für Swing und umfangreiche dynamische Bandweite, voll ausgereift und geeignet dafür, sich zwischen Broadway und Blues, Jazzstandards und Pop-Material neueren Datums zu spreizen. Nach Ansicht von Alex Henderson im Allmusic sang sie in einem ähnlichen Stil wie Carmen McRae, Sarah Vaughan und Dinah Washington, jedoch nicht ansatzweise so erfolgreich wie diese.

## Diskographische Hinweise
- This is Lorez Alexandria with the King Fleming Quartet (King, 1957)
- Deep Roots (Argo, 1962)
- For Swingers Only (Argo, 1963)
- Lorez Alexandria the Great (Impulse, 1964)
- More of the Great Lorez Alexandria (Impulse, 1965)
- Sings the Songs of Johnny Mercer - Harlem Butterfly (Discovery, 1984)
- I'll Never Stop Loving You (Muse, 1992)
- Star Eyes (Muse, 1993)
- Talk About Cozy (Hindsight Records, 1995)